# 圣玛丽安娜
圣玛丽安娜（葡萄牙語：Santa Mariana）是巴西巴拉那州的一个市镇。总面积423.909平方公里，总人口12143人，人口密度28.6人/平方公里。